# Elopsopodobne
Elopsopodobne, tarponopodobne, tarponowe, elopomorfy (Elopomorpha) – nadrząd ryb promieniopłetwych (Actinopterygii) z infragromady doskonałokostnych (Teleostei), obejmujący rzędy ryb charakteryzujących się larwą typu leptocefala oraz wydłużonym ciałem osobników dorosłych. Są to głównie ryby morskie, w tym głębinowe, lub wpływające do estuariów. W zapisie kopalnym znane są ze środkowej jury.

## Cechy diagnostyczne
Główną synapomorfią tej grupy ryb jest występowanie w ontogenezie larwy leptocephalus, która jest zupełnie niepodobna do formy dorosłej. Występują kosteczki słuchowe, pęcherz pławny nie jest połączony z uchem. Brak połączenia kanałów linii bocznej w rejonie usznym mózgoczaszki z uchem środkowym; hypuralia (jeśli występują) są położone na co najmniej 3 trzonach kręgów; od kręgosłupa odchodzą długie i cienkie kostki międzymięśniowe, które rozciągają się do otaczających mięśni tułowia. Występuje zazwyczaj więcej niż 15 promieni podskrzelowych.

## Systematyka
Do elopsopodobnych zaliczono około 990 współcześnie żyjących gatunków, klasyfikowanych w 4 rzędach:
|  | \| \| Anguilliformes – węgorzokształtne (w tym gardzielcokształtne) \| \| \| \| \| \| Notacanthiformes – łuskaczokształtne \| \| \| \| |
|  | |
|  | Albuliformes – albulokształtne |
|  | |
|  | Anguilliformes – węgorzokształtne (w tym gardzielcokształtne)                                                                          |
|  | |
|  | Notacanthiformes – łuskaczokształtne                                                                                                   |
|  | |

|  | Anguilliformes – węgorzokształtne (w tym gardzielcokształtne) |
|  |                                                               |
|  | Notacanthiformes – łuskaczokształtne                          |
|  |                                                               |

|  | \| \| Anguilliformes – węgorzokształtne (w tym gardzielcokształtne) \| \| \| \| \| \| Notacanthiformes – łuskaczokształtne \| \| \| \| |
|  | |
|  | Albuliformes – albulokształtne |
|  | |
|  | Anguilliformes – węgorzokształtne (w tym gardzielcokształtne)                                                                          |
|  | |
|  | Notacanthiformes – łuskaczokształtne                                                                                                   |
|  | |

|  | Anguilliformes – węgorzokształtne (w tym gardzielcokształtne) |
|  |                                                               |
|  | Notacanthiformes – łuskaczokształtne                          |
|  |                                                               |

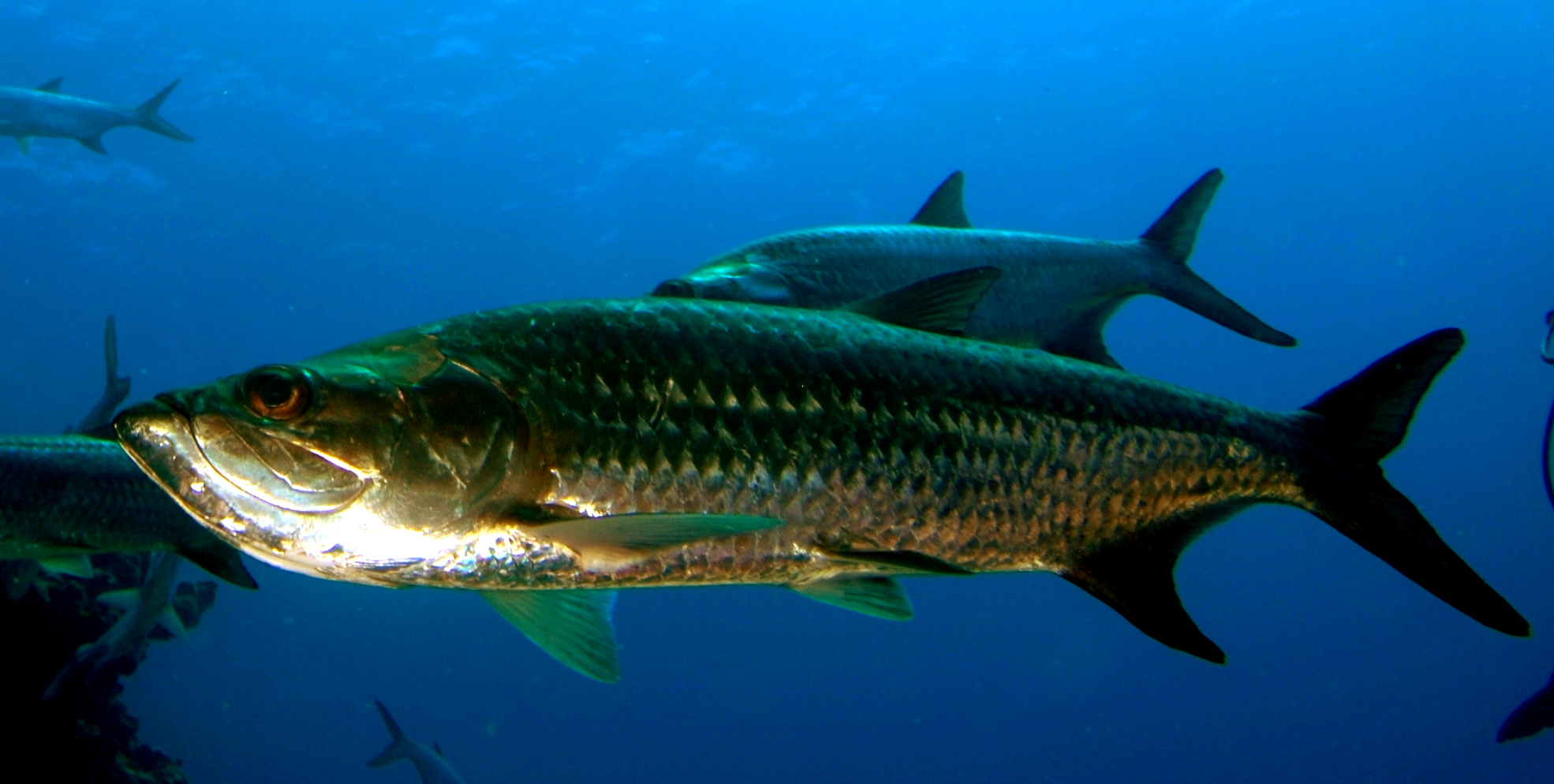
Tarpon atlantycki (Megalops atlanticus)

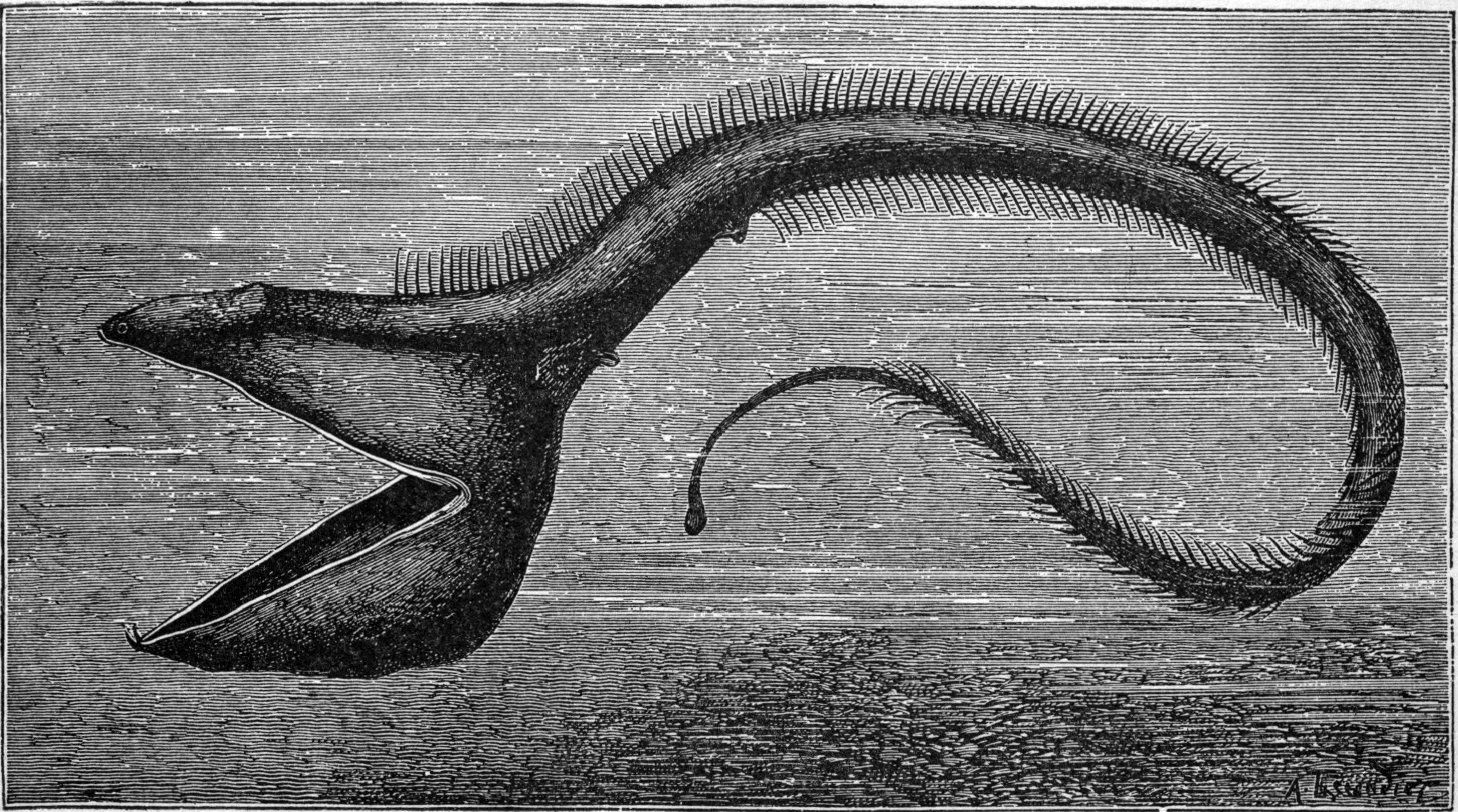
Połykacz (Eurypharynx pelecanoides)

Gardzielcokształtne (Saccopharyngiformes) wyodrębniane m.in. przez Nelsona w randze rzędu uznane zostały przez większość badaczy (Forey et al. 1996, Inoue et al. 2003, Nelson et al., 2016 za podrząd Saccopharyngoidei w obrębie węgorzokształtnych.
Elopomorpha są uznawane za takson monofiletyczny.

## Charakterystyka
Ryby elopsopodobne są bardzo zróżnicowane pod względem morfologii. Węgorzokształtne mają wydłużone, wężowate ciało, długie płetwy grzbietową i odbytową, oraz zwykle nagą, pozbawioną łusek skórę, rzadziej z drobnymi łuskami. Elopsokształtne i albulokształtne mają ciało podłużne (lecz nie wężowate), o wyraźnie zaznaczonej części grzbietowej, pokryte łuskami. Łuskaczokształtne natomiast mają cylindryczny tułów, długi, cienki ogon oraz zredukowane płetwy. Ciało pokryte jest drobnymi łuskami. U gardzielcowatych ciało jest wydłużone, głowa duża, a skóra naga. Ryby te potrafią połykać ofiary nierzadko dorównujące im rozmiarom, a nawet większe. Jest to możliwe dzięki ogromnemu otworowi gębowemu i niezwykle rozciągliwemu żołądkowi. Większość elopsopodobnych prowadzi drapieżny tryb życia, w przytrzymywaniu ofiar i kruszeniu twardych fragmentów ciała pomagają im potężne zęby. Niektóre gatunki mają uzębienie połączone z gruczołami jadowymi. Wszyscy przedstawiciele nadrzędu przechodzą przez stadium larwy, zwanej leptocefalem. Larwy te mają długie, przezroczyste ciało. Żyją w wodach pelagialnych, wchodzą w skład planktonu. Stadium larwalne tych ryb może trwać 3 lata.